# Jim Thompson (rugbista)
James Gordon Thompson, detto Jim (Catterick, 5 novembre 1984), è un rugbista a 15 scozzese nato in Inghilterra, dal 2012 estremo dei London Scottish, squadra di seconda divisione inglese.
Jim è il figlio del presentatore di Channel 4 Racing Derek Thompson e il nipote della 'Voice of Rugby', Bill McLaren.

## Carriera nei club
Thompson ha giocato il suo primo incontro con l'Edimburgo quando era ancora un giocatore dell'accademia, come rimpiazzo contro il Leinster nella partita di apertura della Celtic League 2007-08.
Ha firmato il suo primo contratto con la squadra nel maggio 2008.
Aveva intanto raggiunto la Scottish Hydro Electric Premiership Division One con l'Heriot's Rugby Club nel 2003 raggiungendo la finale del torneo Melrose Sevens nell'edizione 2006.

## Carriera internazionale
Nel 2007 Thompson ha fatto parte del Scotland Club XV che sconfisse la pari selezione dell'Irlanda in un incontro di contorno al Sei nazioni.
Durante le IRB Sevens World Series 2007-08, Thompson ha giocato tutte le partite della sua nazionale. Al suo torneo di debutto, a Dubai, ha segnato mete contro il Golfo Arabico.  A queste seguirono altre mete negli USA ed a Hong Kong.
Alla Churchill Cup 2008 Thompson ha segnato una meta con la nazionale A al debutto contro l'Argentina ed ha preso parte alla finale contro gli England Saxons.